# Campeonato Feminino de Xadrez da União Soviética
O Campeonato Soviético Feminino de Xadrez foi disputado na União Soviética de 1927 a 1991 para determinar a campeã nacional do esporte.
Entre 1927 e 1937, aconteceram cinco edições da competição e houve uma pausa durante a Segunda Guerra Mundial. De 1950 em diante, foi jogado regularmente todos os anos.

## Maiores vencedoras
- 5 títulos : Valentina Borisenko, Nona Gaprindashvili
- 4 títulos : Olga Rubtsova, Nana Ioseliani
- 3 títulos : Nana Alexandria, Elisaveta Bykova, Irina Levitina, Larisa Volpert, Kira Zvorykina
- 2 títulos : Anna Akhsharumova, Svetlana Matveeva, Maaja Ranniku, Olga Semenova Tyan-Shanskaya

## Lista de campeonatos e vencedoras
| Edição | Ano  | Local           | Campeã                                       | Pontuação |
| ------ | ---- | --------------- | -------------------------------------------- | --------- |
| 1      | 1927 | Moscou          | Olga Rubtsova                                | 8½ / 10   |
| 2      | 1931 | Moscou          | Olga Rubtsova                                | 7½ / 9    |
| 3      | 1934 | Leningrado      | Olga Semenova Tyan-Shanskaya                 | 7 / 9     |
| 4      | 1936 | Leningrado      | Olga Semenova Tyan-Shanskaya                 | 9½ / 11   |
| 5      | 1937 | Rostov-on-Don   | Olga Rubtsova                                | 12½ / 15  |
| 6      | 1945 | Moscou          | Valentina Borisenko                          | 7½ / 9    |
| 7      | 1946 | Moscou          | Elisaveta Bykova                             | 14 / 16   |
| 8      | 1947 | Moscou          | Elisaveta Bykova                             | 12 / 15   |
| 9      | 1948 | Moscou          | Olga Rubtsova                                | 13 / 17   |
| 10     | 1950 | Riga            | Elisaveta Bykova                             | 12½ / 15  |
| 11     | 1951 | Kiev            | Kira Zvorykina                               | 11½ / 17  |
| 12     | 1952 | Tbilisi         | Lyudmila Rudenko                             | 13 / 17   |
| 13     | 1953 | Rostov-on-Don   | Kira Zvorykina                               | 13 / 17   |
| 14     | 1954 | Krasnodar       | Larisa Volpert                               | 14 / 19   |
| 15     | 1955 | Sucumi          | Valentina Borisenko                          | 13½ / 19  |
| 16     | 1956 | Dnipropetrovsk  | Kira Zvorykina                               | 13½ / 17  |
| 17     | 1957 | Vilnius         | Valentina Borisenko [nota 1]                 | 12 / 17   |
| 18     | 1958 | Kharkov         | Larisa Volpert [nota 2]                      | 14 / 21   |
| 19     | 1959 | Lipetsk         | Larisa Volpert                               | 12 / 18   |
| 20     | 1960 | Riga            | Valentina Borisenko [nota 3]                 | 13 / 18   |
| 21     | 1961 | Baku            | Valentina Borisenko                          | 13½ / 19  |
| 22     | 1962 | Riga            | Tatiana Zatulovskaya                         | 13 / 19   |
| 23     | 1963 | Baku            | Maaja Ranniku [nota 4]                       | 14 / 19   |
| 24     | 1964 | Tbilisi         | Nona Gaprindashvili                          | 15 / 19   |
| 25     | 1965 | Beltsy          | Valentina Kozlovskaya                        | 13½ / 19  |
| 26     | 1966 | Kiev            | Nana Alexandria                              | 14 / 19   |
| 27     | 1967 | Sochi           | Maaja Ranniku                                | 11 / 13   |
| 28     | 1968 | Ashkhabad       | Nana Alexandria [nota 5]                     | 13½ / 19  |
| 29     | 1969 | Gori            | Nana Alexandria                              | 15 / 19   |
| 30     | 1970 | Beltsy          | Alla Kushnir                                 | 14 / 19   |
| 31     | 1971 | Sochi           | Irina Levitina                               | 14 / 19   |
| 32     | 1972 | Tolyatti        | Marta Litinskaya                             | 12 / 19   |
| 33     | 1973 | Tbilisi         | Nona Gaprindashvili                          | 14 / 19   |
| 34     | 1974 | Tbilisi         | Elena Fatalibekova                           | 14 / 18   |
| 35     | 1975 | Frunze          | Liudmila Belavenets                          | 10 / 16   |
| 36     | 1976 | Tbilisi         | Anna Akhsharumova                            | 12½ / 17  |
| 37     | 1977 | Lvov            | Maia Chiburdanidze                           | 13 / 17   |
| 38     | 1978 | Nikolayevsk     | Lidia Semenova                               | 12½ / 17  |
| 39     | 1979 | Tbilisi         | Irina Levitina                               | 12½ / 17  |
| 40     | 1980 | Alma-Ata        | Irina Levitina                               | 12 / 15   |
| 41     | 1981 | Ivano-Frankivsk | Nona Gaprindashvili Nana Ioseliani [nota 6]  | 12 / 17   |
| 42     | 1982 | Tallinn         | Nana Ioseliani                               | 12 / 17   |
| 43     | 1983 | Vilnius         | Nona Gaprindashvili                          | 12½ / 17  |
| 44     | 1984 | Kiev            | Svetlana Matveeva Anna Akhsharumova [nota 7] | 9½ / 15   |
| 45     | 1985 | Yerevan         | Nona Gaprindashvili                          | 12½ / 17  |
| 46     | 1986 | Frunze          | Nana Ioseliani                               | 11½ / 16  |
| 47     | 1987 | Tbilisi         | Nana Ioseliani                               | 14½ / 19  |
| 48     | 1988 | Alma-Ata        | Julia Demina                                 | 12 / 17   |
| 49     | 1989 | Volzhsky        | Irina Chelushkina                            | 12½ / 17  |
| 50     | 1990 | Podolsk         | Ketevan Arakhamia-Grant                      | 13 / 16   |
| 51     | 1991 | Lvov            | Svetlana Matveeva                            | 13½ / 17  |